# 川又良也
川又 良也（かわまた よしや、1931年（昭和6年）2月9日 - 2019年（令和元年）7月12日）は、日本の法学者。専門は商法・アメリカ海事法。京都大学名誉教授。大隅健一郎門下。

## 略歴
- 1931年 滋賀県大津市で生まれる。
- 1947年（昭和22年）3月 滋賀県立膳所中学校四年修了（飛び級）[2]
- 1950年（昭和25年）3月 第三高等学校文科甲類卒業[2]
- 1952年（昭和27年）11月 司法試験第二次試験合格[2]
- 1953年（昭和28年）
  - 3月 京都大学法学部卒業[2]
  - 4月 京都大学法学部助手[2]
- 1954年（昭和29年）4月 司法修習生（同1956年（昭和31年）4月修了）[2]
- 1957年（昭和32年）9月 フルブライト奨学金および日米法学交流計画奨学金によりアメリカ合衆国へ出張（同1960年（昭和35年）9月まで）[2]
- ハーバード大学留学（2年間）（フルブライト奨学生）[5]
- 1959年（昭和34年）6月 ハーバード・ロー・スクール：マスター・オブ・ロー[2]
- ミシガン大学留学（1年間）
- 1956年（昭和31年）4月6日 - 1966年（昭和41年）11月15日 京都大学法学部助教授[2][6][7]
- 1966年（昭和41年）11月16日 京都大学法学部教授就任[1][2][7]
- 1971年（昭和46年）
  - 7月 法制審議会幹事（同1973年（昭和48年）6月まで、同1974年（昭和49年）から同1980年（昭和55年）1月まで）[2]
  - 10月 京都大学学生部長（1973年（昭和48年）1月まで）[2]
- 1975年（昭和50年）1月 司法試験第二次試験考査委員（同1984年（昭和59年）12月まで[2]
- 1979年（昭和54年）4月 京都大学評議員（同1981年（昭和56年）4月まで）[2]
- 1980年（昭和55年）
  - 1月
    - 大学入試センター試験教科目等調査研究会委員（同1983年（昭和58年）3月まで）[2]
    - 1月 法制審議会国際私法部会委員[2]（1994年3月時点以降まで）[2]

  - 8月 社団法人日本海運集会所仲裁人[2]（1994年3月時点以降まで）[2]
- 1981年（昭和56年）
  - 7月 法制審議会商法部会委員（同1983年（昭和58年）7月まで）[2]
  - 12月 大学設置審議会委員（大学設置計画分科会）（同1987年（昭和62年）8月まで）[2]
- 1987年（昭和62年）4月1日 - 1989年（平成元年）3月31日 第48代京都大学法学部長兼京都大学評議員[1][2][7]
- 1989年（平成元年）
  - 1月 財団法人関西文化学術研究都市推進機構：学術委員会委員[2]（1994年3月時点以降まで）[2]
  - 9月 京都大学埋蔵文化財研究センター長事務代理（同年12月まで）[2]
- 1990年（平成2年）7月 京都大学国際交流委員長（同1993年（平成5年）9月まで）[2]
- 1991年（平成3年）4月 法制審議会商法部会委員[2]（1994年3月時点以降まで）[2]
- 1992年（平成4年）4月 京都大学大学院法学研究科に配置換、法学部兼担[2]
- 1994年（平成6年）時点 国際私法学会理事長、日本海法学会理事、財団法人日本海法会理事、国際法学会理事、日米法学会評議員、万国海法会 (Comité Maritime International) 正式個人会員、その他[2]
- 1994年（平成6年）
  - 3月31日 京都大学法学部教授退官[1][7]
  - 4月1日 京都大学名誉教授[7]
- 1994年（平成6年）4月 - 2006年（平成18年）3月 大阪国際大学教授[1]
- 1995年（平成7年）10月 - 1998年（平成10年）4月 大阪国際大学学長[1]
- 2006年（平成18年）6月 弁護士登録（大阪弁護士会）[1][8]
- 弁護士法人三宅法律事務所客員弁護士[8]
- 2019年7月12日 京都市にて逝去[3]。

## 人物
- 国際私法学者として令名あり[9]。
- ｛川又良也「我国裁判所における外国法の適用」『法学論叢』第62巻第5号、京都大学法学会、1956年、1-41頁、CRID 1520009407186803328、ISSN 03872866。｝は国際私法の本質的問題を扱った力作として高い評価を得ている[9]。
- 川又の研究領域は、有価証券法、海商法、さらに国際取引法および国際私法の広きにわたるが、海商法と渉外関係法の有機的関連性に着目して、取引法上の重要問題について多様な視点から幾多の論稿を発表[9]。
- 代表的著作として「アメリカ法における双方過失による船舶の衝突」（『法学論叢』69巻 5号）、「アメリカ法における運送品荷揚後の運送人の責任」（『法学論叢』72巻 3号）、「船荷証券における裁判管轄約款」（『海法会誌』復刊 9号）等[9]。
- 特筆すべき業績は、米国法研究の重要性を認識し、これを研究において実践してきたことであり、その成果は商法・渉外関係法にかかる諸論説のほか、『平等と正義』総合研究アメリカ第4巻（1957年）等の編著者としての業績においても反映[9]。
- 口ひげをたくわえた独特の風貌[10]がカーネルサンダース人形を彷彿とさせるため当該人形と並んでゼミ生が集まり写真を撮影することがあった。
- 学生部長時代は左翼系思想の学生と団交にたびたび臨んだ。
- 仙台高等検察庁検事長川又甚一郎[11][12][13]の甥に当たる。
- 著名なゼミ生として奥正之、北村雅史などを輩出。
- 太寿堂鼎とは義理の兄弟に当たる。
- 新日本製鐵社長田坂輝敬とは姻戚関係にある。

## 主な公職団体歴
- 1987年（昭和62年）4月1日 - 1989年（平成元年）3月31日 京都大学法学部長[14][7]
- 司法試験第二次試験考査委員
- 法制審議会部会委員[3]
- 国際私法学会理事長[3]
- 1994年（平成6年）6月－ 2014年（平成26年）6月20日 近畿日本鉄道監査役[3][1][15]
- 2010年（平成22年）4月13日- 2014年（平成26年）12月25日 近鉄百貨店監査役[3][1][16][17][15]（2014年（平成26年）春 あべのハルカス竣工）[18]

## 著作
- 総合研究アメリカ 4 平等と正義 研究社 川又良也（著）1977年10月
- 民商法雑誌第57巻第1号 有斐閣 中田淳一（著）、川又良也（著）、椿寿夫（著）、於保不二雄（著）、沢井裕（著）1967年10月
- 商法の基礎（基礎法律学大系 5 入門編）青林書院 川又良也（編さん）1975年11月
- 法学論叢 ISSN：03872866 1994年3月 京都大学法学会
- 上柳克郎先生還暦記念／商事法の解釈と展望 有斐閣 ISBN：4-641-03603-9 河本一郎、川又良也、龍田節、森本滋／編 1984年12月
- 大隅健一郎先生古稀記念 企業法の研究 有斐閣 ISBN：4-641-03520-2 上柳克郎、川又良也、龍田節／編集代表 1977年02月
- 私法判例リマークス 第37号【2008】下 日本評論社 椿寿夫 川又良也 徳田和幸 編 2007年7月
- 私法判例リマークス 第36号【2008】上 日本評論社 椿寿夫 川又良也 國井和郎 徳田和幸 編 2008年2月
- 私法判例リマークス 第35号【2007】下 日本評論社 椿寿夫 川又良也 國井和郎 徳田和幸 編 2007年7月
- 私法判例リマークス 第34号【2007】上 日本評論社 椿寿夫 川又良也 國井和郎 徳田和幸 編 2007年2月
- 私法判例リマークス 第33号【2006】下 日本評論社 椿寿夫 川又良也 國井 和郎 徳田和幸 編 2006年7月
- 私法判例リマークス 第32号【2006】上 日本評論社 椿寿夫 川又良也 國井和郎 徳田和幸 編 2006年2月
- 私法判例リマークス 第31号【2005】下 日本評論社 椿寿夫 川又良也 國井和郎 徳田和幸 編 2005年7月
- 私法判例リマークス 第30号【2005】上 日本評論社 椿寿夫 川又良也 國井和郎 徳田和幸 編 2005年2月
- 私法判例リマークス 第29号【2004】下 日本評論社 椿寿夫 川又良也 國井和郎 徳田和幸 編 2004年7月
- 私法判例リマークス 第28号【2004】上 日本評論社 椿寿夫 川又良也 國井和郎 徳田和幸 編 2004年2月

## 論文
- 「我国裁判所における外国法の適用」（法学論叢、京都大学法学会、62(5), 1-41, 1956-12）
- 「アメリカ海事法研究-1-」（法学論叢、京都大学法学会、69(5), 1-37, 1961-08）
- 「船荷証券にわける裁判管轄約款の効力」（私法 1962(24), 200-211, 1962）
- 「通常認識し得べき推定法則と証拠調の要否等」（民商法雑誌 45(5), 1962-01）
- 「船荷証券における裁判管轄約款」（海法会誌 (9), 3-71, 1962-10）
- 「アメリカ法における運送品荷揚後の運送人の責任--アメリカ海事法研究-2-」（法学論叢、京都大学法学会、72(3), 16-61, 1962-12）
- 「倉庫証券--保管料は証券所持人の負担とする旨の記載がある倉荷証券の裏書譲渡と右保管料支払に関する債務の承継」（ジュリスト（増刊）、32-36, 1967-08-01）
- 「商法566条3・588条2の「悪意」の意義」（民商法雑誌 57(1), 76-86, 1967-10）
- 「英法における運送契約上の免責約款と運送人の履行補助者の責任--所謂ヒマラヤ号問題について」（法学論叢、京都大学法学会、82(2・3・4), 154-200, 1968-01）
- 「「総合研究アメリカ」全7巻合評」（藤倉皓一郎 [他]、岩野一郎、岩瀬庸理、釜田泰介、川又良也、大下尚一、田口芳弘、安武秀岳、岩山太次郎、Saruya Kaname, Masai Yasuo, Saito Makoto, Sakakibara Yasuo, Ohashi Kenzaburo, Homma Nagayo, 合評、Book Review, 同志社アメリカ研究 (14), p.133-153, 1978）
- 「運賃契約中の保険利益享受約款に関する三つの最高裁判決について（林良平教授還暦祝賀記念号）」（法学論叢、京都大学法学会、110(4-6), p.33-59, 1982-03）
- 「国際為替手形および国際約束手形に関する条約草案の概略とその適用範囲について (国際為替手形及び国際約束手形に関する条約草案について--日本私法学会シンポジウム資料)」（旬刊商事法務 (1053), p.354-359, 1985-09-15）
- 「条約草案の概略とその適用範囲について（国際為替手形および国際約束手形に関する条約草案について<シンポジウム>）」（私法 (48), p.94-101, 1986-08）
- 「国際手形に関する国連商取引法委員会条約草案について」（法の支配 (69), p.3-17, 1987-04）
- 「国際手形条約草案」〈シンポジウム〉（川又良也ほか、金融法研究第五号、1989）
- 「海上運送人の責任の消滅--改正国際海上物品運送法14条の許での問題点（国際海上物品運送法の改正-続-<特集>）」（海法会誌 (37), p.89-108, 1993-12）
- 「川又良也教授還暦祝賀記念号」（法学論叢、京都大学法学会、134(5・6), p.1-268,1-30,巻末p.1-8,p.1-3,肖像巻頭1枚、1994-03）
- 「川又良也教授略歴・著作目録 (川又良也教授還暦祝賀記念号)」（法学論叢、京都大学法学会、134(5・6), 巻末p.1-8, 1994-03）
- 「大阪国際大学前学長奥田省吾博士の御逝去を悼む」（国際研究論叢：大阪国際大学紀要 8(3), i-ii, 1996-03-31）
- 「証券取引法研究会 合併について(2)」（上柳克郎、河本一郎、川又良也 [他]、インベストメント 51(6), 15-40, 1998-12）
- 「証券取引法研究会 平成10年証券取引法の改正について(3)証券会社等・外国証券業者法について(1)」（上柳克郎、河本一郎、川又良也 [他]、インベストメント 52(5), 59-84, 1999-10）
- 「証券取引法研究会 平成10年証券取引法の改正について(3)証券会社等・外国証券業者法について(2)」（上柳克郎、河本一郎、川又良也 [他]、インベストメント 52(5), 85-105, 1999-10）
- 「証券取引法研究会 平成10年証券取引法の改正について(4)証券業協会について」（川又良也、近藤光男、大武泰南 [他]、インベストメント 52(6), 42-67, 1999-12）
- 「証券取引法研究会 取引所・証券業協会によるディスクロージャー規制」（上柳克郎、河本一郎、川又良也 [他]、インベストメント 54(3), 39-65, 2001-06）